# Civilisation universelle
 (avril 2016).
Si vous disposez d'ouvrages ou d'articles de référence ou si vous connaissez des sites web de qualité traitant du thème abordé ici, merci de compléter l'article en donnant les références utiles à sa vérifiabilité et en les liant à la section « Notes et références ».
Les termes de civilisation universelle et de civilisation mondiale sont liés à une perception des effets de la mondialisation. Ils désignent la mise en commun à l'échelle mondiale de manières, de valeurs, de pratiques, de croyances.

## Description

### La civilisation universelle considérée comme un trait du monde actuel
Certains considèrent que la mondialisation nous fait assister à l’émergence de ce que Vidiadhar Surajprasad Naipaul a appelé une « civilisation universelle ». Václav Havel écrit : « Nous vivons désormais au sein d’une seule et même civilisation globale ». 
Selon les défenseurs de ce point de vue, les mutations que la mondialisation apporte nous conduisent à penser autrement les questions liées à la culture ou à la civilisation. Ils avancent l’idée que le développement des technologies de l'information et de la connaissance et des technologies en général, le développement du commerce, les migrations ou le tourisme, seraient à la base de cette civilisation mondiale.
Pour Jean-Emmanuel Medina, le monde se dirige vers ce qu'il nomme la « civilisation Pan-Anthropique » ou « universelle ». Évoquant le phénomène de convergence civilisationnelle, il écrit : « les technologies de l’information étendent plus que jamais le phénomène agrégateur auquel l’individu, la famille, le groupe, la nation et plus largement le bloc civilisationnel participent de concert à des niveaux divers et des rythmes différents ».

### Incidences, formes et caractéristiques

#### Aspects culturels
L’extension des communications, et en parallèle de l’économie de marché, à l’échelle mondiale s’accompagne d’une diffusion de normes, de pratiques sociales et de valeurs. Des changements culturels provoquant des phénomènes d’acculturation ou d’hybridation culturelle donnent à penser qu’une tendance à l’unification culturelle ou civilisationnelle se dessine.

#### Formes
Selon les approches, la civilisation universelle est considérée :
au niveau des contenus : 
- soit uniformisante,
- soit au contraire une ouverture sur la diversité des cultures permettant à chacun de ne plus être cantonné à sa propre identité communautaire.

au niveau de leur hiérarchisation :
- soit mettant sur un pied d'égalité la plupart des civilisations en ouvrant les choix et permettant des complémentarités,
- soit assurant la domination de l'une sur la plupart des autres. Certains avancent que le concept correspond essentiellement, dans sa phase actuelle, à la domination culturelle de la civilisation occidentale. Elle serait pour l'instant un fruit de l’occidentalisation plus que de la mondialisation en général.

La pizza, qui est devenue une nourriture de base du monde entier (bien devant le fameux hamburger), peut apparaître comme le symbole le plus typique de la civilisation universelle.
Le sport, pratiqué de tous est le centre de cette unification mondiale à travers différents événements comme les Jeux olympiques ou la coupe du monde de football.

## Polémiques
Les expressions de civilisation universelle, voire de civilisation mondiale, sont objet de débat.

### Controverses sur la réalité
Les non partisans ou détracteurs de ce concept y voient des présupposés. Pour Samuel Huntington, après la chute du monde communiste, le monde est plus que jamais multipolaire et multicivilisationnel. Il serait ainsi impossible de parler d'une civilisation mondiale émergente. Pour lui, « Le concept de civilisation est caractéristique de l'Occident ».
Dans le même sens, selon Paul Valadier, « Il n’est pas sûr que la mondialisation signifie le nivellement des cultures ».

« […] si cette lecture du phénomène culture] est juste, elle conduit  à relativiser les alarmes d’une domination uniformisante de la mondialisation. Peut-être même faut-il faire un pas de plus : ne peut-on pas s’attendre à ce que, après un moment d’éblouissement et d'émerveillement, les cultures affectées réagissent en retrouvant leur vitalité et leurs spécificités ? N’oublions pas à quel point, dans le passé, beaucoup ont été portés à parler de la fin des cultures et des civilisations, avec l’arrivée de l’imprimerie, ou de l’électricité, ou de l’automobile. Sans être optimiste, on peut remarquer un extraordinaire pouvoir assimilateur en l’homme, une aptitude à rebondir et à s’adapter qu’il ne faut pas sous-estimer, car elle s’enracine dans ces cultures par lesquelles les hommes se donnent les moyens d’habiter humainement le monde ». »

— Paul Valadier.
Pour ces contradicteurs, l’interdépendance entre les humains (migration, développement des échanges, etc.) n’est pas synonyme d’une civilisation universelle, Ils pensent même que plus d’interdépendance permet d’accorder plus d’attention à son identité civilisationnelle. Ils évoquent une théorie sociologique de la mondialisation qui aboutit à la même conclusion. 
Même l’occidentalisation n'étaye pas, selon eux, l'idée de civilisation universelle, puisque :
- le rejet des valeurs occidentales par des mouvements identitaires est avéré ;
- le modèle occidental reste limité et l’accès à cette culture est réservé à une élite ;
- la différenciation culturelle existe aussi au sein des sociétés (entre les groupes sociaux) ;
- l’hybridation de la culture occidentale avec d’autres cultures ne se traduit pas par la domination de la culture occidentale, mais au contraire à ce que cette culture occidentale se transforme selon les cadres socioculturels propres à chaque culture.